# Flata lyncea
Flata lyncea är en insektsart som först beskrevs av Fabricius 1803.  Flata lyncea ingår i släktet Flata och familjen Flatidae. Inga underarter finns listade i Catalogue of Life.